# Исаков, Николай Алексеевич
Николай Алексеевич Исаков (15 ноября 1946, Нюхча, Архангельская область — 21 мая 2021, Архангельск) — государственный деятель, член Совета Федерации (1996), председатель Архангельского областного Собрания депутатов (1993—1996).

## Биография
Начал трудовую деятельность в 1965 году учителем Нюхченской восьмилетней школы-интерната. После окончания Университета дружбы народов имени П. Лумумбы находился на дипломатической службе в Республике Куба. В дальнейшем продолжил свою деятельность в органах исполнительной и законодательной власти Архангельской области.

### Политическая карьера
В декабре 1993 года он был избран депутатом и председателем Архангельского областного Собрания депутатов первого созыва. С января 1996 года после введения нового порядка формирования Совета Федерации вошёл в его состав как представитель Архангельской области наряду с губернатором. Входил в комитет СФ по делам Севера и малочисленных народов.
В июле 1996 года после истечения срока полномочий перешёл на работу в администрацию Архангельской области на должность заместителя председателя правительства региона — председателя комитета международных, межрегиональных связей и национальной политики.